# Đồn Mộc Lỵ
Đồn Mộc Lỵ nằm trên quốc lộ 43, con đường dẫn tới Thác Dải Yếm và cửa khẩu Lóng Sập sang nước bạn Lào, chỉ cách quốc lộ 6 tầm chừng 1 km. Đồn nằm bên tay trái, cổng vào khu di tích khá nhỏ, đi vào khoảng sân rộng chính giữa là tấm bia lịch sử ghi lại chiến công oanh liệt của quân và dân ta suốt một thời khói lửa.
Tấm bia diễn giải đại ý như sau: 
"Đồn Mộc Lỵ do Thực dân Pháp xây dựng năm 1951 gồm một hệ thống lô cốt bê-tông cốt thép kiên cố trên ngọn núi đá tai mèo án ngữ cửa ngõ Tây Bắc và Thượng Lào, Trong chiến dịch Tây Bắc, đêm 19/11/1952 bộ đội ta đã nổ súng tiến công, sau 3 giờ chiến đấu vô cùng ác liệt, trận đánh đồn Mộc Lỵ kết thúc thắng lợi, quân ta tiêu diệt và bắt sống 350 tên, trong đó có một tên quan ba Pháp và một số sĩ quan khác, thu hơn 600 khẩu súng các loại cùng toàn bộ quân trang, quân dụng, lương thực thực phẩm và giải phóng hơn 1000 đồng bào bị chúng bắt tập trung quanh đồn để làm bia đỡ đạn cho chúng.
Trong trận đánh oai hùng đó 53 đồng chí thuôc trung đoàn 174 Đại đoàn 316 đã anh dũng hy sinh, Tổ Quốc mãi khắc ghi công lao to lớn của các anh.
Chiến thắng cụm cứ điểm Mộc Lỵ đã mở toang cánh cửa để Quân ta tiến lên Giải phóng Tây Bắc, góp phần quan trọng vào chiến dịch Điện Biên Phủ toàn thắng !"
Phía bên trên là đài tưởng niệm ghi danh 53 chiến sĩ đã ngã xuống để giành lấy con đường huyết mạch này. Đi lên cao hơn là những bậc thang đưa du khách tới những lô cốt bê tông tuy đã phủ một màu xanh rêu theo năm tháng, nhưng vẫn còn khá vẹn nguyên. Những lô cốt ấy to nhỏ khác nhau, nhưng đều có lỗ châu mai để đặt súng, và có thể ra ngoài bằng cửa rất rộng. Chui vào một lô cốt mới càng thêm cảm phục những người chiến sĩ bộ đội ngày trước đã chiếm được đồn, bởi khi đứng nhìn từ trên xuống, quả đồi rất thoải, chỉ một hành động nhỏ cũng rất dễ bị phát hiện.
Trên đỉnh cao nhất của đồi, giữa hoa cỏ và những vách đá, có lẽ là sở chỉ huy của Đồn Mộc Lỵ khi xưa. Men theo lối nhỏ quanh đồi là rất nhiều lô cốt với những ấn tượng khác nhau: cái ở vách tường thì mọc lên một cây sung rất to và chi chit quả, cái thì nằm dưới những gốc tre già nhìn ra ruộng lúa.
Đồn Mộc Lỵ là di tích có giá trị rất lớn về mặt quân sự cũng như ý nghĩa lịch sử vô cùng quan trọng đối với cả một thời kì kháng chiến chống thực dân Pháp của dân tộc ta nói chung; cũng như của nhân dân Sơn La nói riêng. Ngày 24 tháng 1 năm 1998, Đồn Mộc Lỵ vinh dự được Nhà nước xếp hạng là di tích lịch sử - văn hóa cấp quốc gia.
Ngày nay, Đồn Mộc Lỵ không chỉ là nơi tham quan, ôn lại lịch sử hào hùng của nhân dân ta, mà còn là nơi giáo dục, nuôi dưỡng truyền thống yêu nước cho các thế hệ trẻ, để không chỉ biết uống nước nhớ nguồn, biết ơn công lao của thế hệ cha ông đi trước, mà còn để biết phát huy truyền thống dân tộc, cùng nhau gìn giữ, bảo vệ và xây dựng Tổ quốc ngày càng tươi đẹp hơn